# Parafia Trójcy Przenajświętszej w Stalowej Woli
Parafia Trójcy Przenajświętszej w Stalowej Woli – parafia rzymskokatolicka znajdująca się w Stalowej Woli, w diecezji sandomierskiej w dekanacie Stalowa Wola.

## Historia
Parafia erygowana w 1981 z parafii św. Floriana w Stalowej Woli. Mieści się przy ulicy Ofiar Katynia. Prowadzą ją księża Michalici. Parafia liczy około 6,8 tys. wiernych
Parafia pod wezwaniem Trójcy Przenajświętszej została erygowana dekretem bpa przemyskiego Ignacego Tokarczuka dnia 12 sierpnia 1981 r. Powstała z podziału parafii św. Floriana. Powierzona pod opiekę Zgromadzeniu Św. Michała Archanioła (Księża Michalici). Pierwszym proboszczem parafii mianowany został ks. Józef Ciaciek CSMA.

## Kościół parafialny
We wrześniu 1981 roku została poświęcona kaplica, która służyła parafianom do czasu wybudowania kościoła. Budowę kościoła zakończono w r. 1987. Dnia 28 września tego roku kościół został poświęcony przez bpa I. Tokarczuka, a 30 maja 1999 r. konsekrowany przez bpa W. Świerzawskiego. Projekt nowego kościoła opracowali inżynierowie architekci Wojciech Kowalczyk i Andrzej Ustian z Warszawy. Plan budynku kościoła oparto na planie kwadratu rozciętego po przekątnej. Dwie płaszczyzny dachu oparte o wieżę wznoszą się w kierunku ulicy, tworząc główny akcent wejściowy. Wymienione trzy elementy kompozycyjne nawiązują do patronatu kościoła Trójcy Przenajświętszej. Budynek zaprojektowano jako dwupoziomowy. Poziom dolny mieści kaplicę Zmartwychwstania (pogrzebową) z wejściem od strony cmentarza, salę teatralną oraz galerię sztuki (Stalowa Galeria). Poziom górny o powierzchni ponad 1000 m² łącznie z prezbiterium, ma charakter amfiteatralny co pozwala na bliski kontakt wiernych z celebransem.